# August Guth
August Guth (* 19. November 1884 in Görlitz; † 26. Dezember 1945 im Speziallager Nr. 1 Mühlberg) war ein deutscher Reichsgerichtsrat.

## Leben
Guth war der Sohn eines evangelischen Uhrmachers. Er bestand die erste juristische Staatsprüfung 1908 mit der Note „ausreichend“, die zweite 1913 mit „ausreichend“. 1913 wurde er Gerichtsassessor. Im Ersten Weltkrieg war er Zahlmeisterstellvertreter. Vom 24. März 1919 bis 31. Mai 1920 war er beurlaubt zur Beschäftigung bei der Abwicklungsstelle des Generalgouvernements Warschau in Berlin. Ab März 1921 war er Amtsrichter beim Amtsgericht Berlin-Mitte, allerdings trat er den Dienst dort erst zum Neujahrstag 1923 an. 1928 wurde er Kammergerichtsrat. Zum 1. Mai 1933 trat er der NSDAP bei (Mitgliedsnummer 3.017.600) und war ab Sommer 1935 Blockleiter. Am 1. September 1938 kam er an das Reichsgericht. Er war im III. und I. Strafsenat tätig. Am 28. September 1944 wurde er zur Wehrmacht einzogen. An das Reichsgericht kehrte er nominell am 26. April 1945 wieder zurück. Er wurde nicht mehr einem Senat zugeteilt.

## Ehrungen
- Treudienst-Ehrenzeichen für 25 Jahre